# Saracuam
Saracuam.- Indijansko pleme čije porijeklo nije više moguće točno utvrditi. Saracuami se spominju tek u jednom dokumentu iz 1716. godine i navodi da žive negdje između Monclove u Coahuili, Meksiko i Teksasa. J. R. Swanton ih, možda zbog njihove lokacije u Coahuili, nepouzdano svrstava u grupu Coahuiltecan. 